# Паскал Паскалевски
Паскал Паскалевски (на македонска литературна норма: Паскал Паскалевски) е поет, фолклорист, журналист и преводач от Гърция, България и Северна Македония. Баща е на българския художник Спартак Паскалевски.

## Биография
Роден е в костурското село Долени. След 1941 година участва в гръцката комунистическа съпротива. След 1946 година е активен член на Народоосвободителния фронт. Активист на агитационно-пропагандните структури на тази организация. Редактор на нейния вестник „Непокорен“, ръководител на 20-дневен педагогически курс по „македонски език“ в село Герман през ноември 1947 година.
След поражението на Комунистическата партия на Гърция и нейната Демократична армия на Гърция от август 1949 година в Гражданската война Паскал Паскалевски емигрира в Полша, където продължава да участва в живота на гръцката политическа емиграция. Журналист в изданието на ГКП в Полша „Демократис“.
След 1965 година трайно се преселва в София, където превежда редица български автори (Христо Ботев, Димитър Димов, Павел Матев и други) на гръцки език. Последните десетилетия от живота си прекарва в България, където и почива. Член е на Дружеството на писателите на Македония от 1997 година.

## Творчество
- Пролет над Егеј (поезия, 1949)
- Шест сонети (1958)
- Народни песни од Егејска Македонија (1959)
- Пролет над Егеј (събрани съчинения, 1997).